# Оськин, Виктор Анатольевич
Виктор Анатольевич Оськин (9 марта 1957, Инта, Коми АССР — 9 октября 2015, Электроугли, Московская область) — советский хоккеист, нападающий.

## Биография
Родился в семье шахтёра в городе Инта. Начал заниматься хоккеем с шайбой в детской команде 15-й шахты у тренера-общественника Анатолия Степановича Сёмина вместе со старшим братом Вячеславом и Виктором Жлуктовым, в будущем — олимпийским чемпионом, заслуженным мастером спорта СССР.
В 1971 уехал в Москву, где был принят в СДЮСШОР ЦСКА, занимался у тренера Александра Рагулина. Чемпион СССР среди молодёжных команд 1975 и 1976 годов. Играл в первой тройке молодёжной команды ЦСКА вместе с Александром Кабановым и Владимиром Гордеевым.
Чемпион Европы среди юниоров 1975 года в составе сборной СССР (5 матчей, 4 шайбы + 2 результативные передачи).
В сезоне-1973/74 был привлечён к тренировкам с основным составом главным тренером ЦСКА Анатолием Тарасовым. Первый матч за ЦСКА сыграл 21 февраля 1974 года против команды «Крылья Советов» (Москва) в неполные 17 лет.
В сезоне-1974/75 в составе основной команды ЦСКА принял участие в турне по Канаде против команд молодёжной Хоккейной ассоциации провинции Онтарио (OHA Major Junior A). Забросил победную шайбу в матче против «Лондон Найтс».
После травмы и операции на мениске перестал попадать в основной состав. Всего за три сезона в ЦСКА (1973/74 — 1975/76) сыграл 6 матчей в чемпионате СССР.
В сезоне-1976/77 дослуживал в армии, играя за команду первой лиги СКА МВО (Липецк). После демобилизации имел приглашения от команд высшей лиги «Химик» (Воскресенск) и «Крылья Советов» (Москва), однако принял предложение от одного из лидеров первой лиги саратовского «Кристалла».

В составе «Кристалла» провёл 7 сезонов (1977/78 — 1983/84), став одним из лучших бомбардиров в истории команды (187 шайб). В начале 1980-х годов играл в первой тройке «Кристалла» вместе с Юрием Корчиным и Юрием Владимировым. В сезоне-1980/81 эта тройка установила рекорд «Кристалла», забросив 125 шайб. 50 из них забросил Виктор Оськин — лучший результат за всю историю саратовского хоккея.
Виктор Оськин: «Семь сезонов — как один звездный час. И руководство клуба слово держало, и болельщики любили. На нашу тройку целый обком ходил смотреть! Меня в команде звали „железный“. „Трактор“ или „Сибирь“ — я не смотрел, с кем играть, лишь бы играть. Я и врезать, если надо, мог, только зачем? Помню, стою за воротами „Сибири“, вратарь на меня смотрит. Делаю два шага в противоположную сторону, и пока он голову поворачивает, я ему раз — и в пустой угол. Мы же все в тройке небольшого роста были, крутили, вертели, брали хитростью». 
Завершил игровую карьеру из-за травмы в 27 лет.
После окончания хоккейной карьеры жил в городе Электроугли Московской области. Последние годы работал таксистом. Скончался 9 октября 2015 года.

## Семья
Жена — Татьяна. Дети Ольга и Антон.
Старший брат — Вячеслав Оськин (1955), также воспитанник хоккейной школы ЦСКА, играл за команды «Звезда» (Чебаркуль), «Торпедо» (Тольятти), «Кристалл» (Электросталь), «Трактор» (Липецк).